# Elisefarm Golf Club
Elisefarm GC är en golfklubb i Fogdarp i Höörs kommun i Skåne. Banan var spelklar 2005 och är en klassisk engelsk hedbana med högt svajande ruff och rödsvingelgreener. Den har blivit utsedd till en av världens bästa nya banor av Golfer Magazine
När Elisefarm GC är fullt utbyggt kommer det att vara en 36-håls golfanläggning med korthålsbana och träningsanläggning. Golfbanan är anlagd i en terräng med utsikt över Ringsjön, och slingrar sig fram i ett småkuperat landskap med inslag av strategiska vattenhinder.
Martin Hawtree, England har designat 36-hålsanläggningen. Hawtree är golfbanedesigner i tredje generationen och med erfarenhet av både nybyggnationer och renovering av gamla golfbanor som Lahinch, Royal Birkdale och Royal Melbourne. Han har även designat Simons Golf Club i Helsingör.